# Vyšný Kručov
Vyšný Kručov est un village de Slovaquie situé dans la région de Prešov.

## Histoire
Première mention écrite du village en 1391.

## Démographie

### Évolution de la population
| Année:               | 1994. | 2004.   | 2014. | 2024.   |
| -------------------- | ----- | ------- | ----- | ------- |
| Nombre de personnes: | 153   | 151     | 151   | 150     |
| Différence:          |       | -1,30 % | +0 %  | -0,66 % |

| Année:               | 2023. | 2024.   |
| -------------------- | ----- | ------- |
| Nombre de personnes: | 153   | 150     |
| Différence:          |       | -1,96 % |